# Keylor Navas
Keylor Antonio Navas Gamboa (San Isidro de El General, 15 december 1986) is een Costa Ricaans profvoetballer die als doelman speelt. Navas debuteerde in 2008 in het Costa Ricaans voetbalelftal. Navas wist met twee verschillende clubs de belangrijkste continentale clubcompetitie te winnen; namelijk de CONCACAF Champions Cup (nu bekend als CONCACAF Champions League) met Deportivo Saprissa en driemaal de UEFA Champions League met Real Madrid. 

## Clubcarrière
Navas debuteerde op achttienjarige leeftijd voor Deportivo Saprissa in de Primera División. In vijf seizoenen speelde hij in totaal 91 competitiewedstrijden voor Deportivo. Hij won met Saprissa 6 landstitels en in 2005 de CONCACAF Champions Cup. In 2010 maakte hij de overstap naar het Spaanse Albacete Balompié. Tijdens het seizoen 2011/12 werd hij uitgeleend aan UD Levante. Op 7 juli 2012 legde de club Navas definitief vast. Na het vertrek van eerste doelman Gustavo Munúa naar ACF Fiorentina in 2013 werd Navas eerste doelman. Navas' optreden op het wereldkampioenschap voetbal 2014 zorgde voor interesse bij meerdere Europese topclubs, waaronder Real Madrid en Bayern München. Madrid maakte op 3 augustus de transfer bekend. Navas tekende een contract voor zes seizoenen; het transferbedrag zou rond de tien miljoen euro liggen. Op de laatste dag van de transfermarkt leek het er even op dat Navas naar Manchester United zou verhuizen. Hij werd betrokken bij een ruildeal waarbij David de Gea naar Real Madrid zou verhuizen. De transfer ging echter niet door omdat de deal pas om 00:02 uur zou zijn afgerond. Hierdoor bleef de Gea bij Manchester United en Navas bij Real Madrid. Met Real Madrid won hij driemaal de UEFA Champions League, tweemaal de UEFA Super Cup en viermaal de FIFA Club World Cup. Op 2 september 2019 vertrok Navas naar Paris Saint-Germain, waar hij een vierjarig contract tekende. Op 23 januari 2023 vertrok Navas voor het resterende seizoen 2022/23 op huurbasis naar Nottingham Forest.

## Clubstatistieken
| Seizoen         | Club                | Competitie       | Competitie | Competitie | Beker | Beker | Internationaal1 | Internationaal1 | Overig2 | Overig2 | Totaal | Totaal |
| Seizoen         | Club                | Competitie       | Wed.       | Dlp.       | Wed.  | Dlp.  | Wed.            | Dlp.            | Wed.    | Dlp.    | Wed.   | Dlp.   |
| --------------- | ------------------- | ---------------- | ---------- | ---------- | ----- | ----- | --------------- | --------------- | ------- | ------- | ------ | ------ |
| 2008/09         | Deportivo Saprissa  | Primera División | 20         | 0          | 0     | 0     | 5               | 0               | —       | —       | 25     | 0      |
| 2009/10         | Deportivo Saprissa  | Primera División | 23         | 0          | 0     | 0     | 4               | 0               | 4       | 0       | 31     | 0      |
| 2010/11         | Albacete Balompié   | Segunda División | 36         | 0          | 0     | 0     | 0               | 0               | —       | —       | 36     | 0      |
| 2011/12         | → Levante           | Primera División | 1          | 0          | 5     | 0     | 0               | 0               | —       | —       | 6      | 0      |
| 2012/13         | Levante             | Primera División | 9          | 0          | 4     | 0     | 12              | 0               | 0       | 0       | 25     | 0      |
| 2013/14         | Levante             | Primera División | 37         | 0          | 2     | 0     | 0               | 0               | —       | —       | 39     | 0      |
| 2014/15         | Real Madrid         | Primera División | 6          | 0          | 3     | 0     | 2               | 0               | 0       | 0       | 11     | 0      |
| 2015/16         | Real Madrid         | Primera División | 34         | 0          | 0     | 0     | 11              | 0               | 0       | 0       | 45     | 0      |
| 2016/17         | Real Madrid         | Primera División | 27         | 0          | 0     | 0     | 12              | 0               | 2       | 0       | 41     | 0      |
| 2017/18         | Real Madrid         | Primera División | 27         | 0          | 1     | 0     | 11              | 0               | 5       | 0       | 44     | 0      |
| 2018/19         | Real Madrid         | Primera División | 10         | 0          | 7     | 0     | 3               | 0               | 1       | 0       | 21     | 0      |
| 2019/20         | Paris Saint-Germain | Ligue 1          | 21         | 0          | 3     | 0     | 9               | 0               | 2       | 0       | 35     | 0      |
| 2020/21         | Paris Saint-Germain | Ligue 1          | 26         | 0          | 1     | 0     | 12              | 0               | 1       | 0       | 40     | 0      |
| 2021/22         | Paris Saint-Germain | Ligue 1          | 6          | 0          | 1     | 0     | 1               | 0               | 0       | 0       | 8      | 0      |
| 2022/23         | Nottingham Forest   | Premier League   | 17         | 0          | 0     | 0     | 0               | 0               | 0       | 0       | 17     | 0      |
| 2023/24         | Paris Saint-Germain | Ligue 1          | 4          | 0          | 0     | 0     | 0               | 0               | 0       | 00      | 4      | 0      |
| Carrière totaal | Carrière totaal     | Carrière totaal  | 283        | 0          | 27    | 0     | 82              | 0               | 15      | 0       | 407    | 0      |

## Interlandcarrière
Navas debuteerde in 2008 voor Costa Rica. Sindsdien speelde hij meer dan vijftig interlands. Hij is de onbetwiste nummer één van Costa Rica. In mei 2014 werd hij opgenomen in de selectie voor het wereldkampioenschap voetbal 2014 in Brazilië. Op dat toernooi viel hij op, onder meer door zijn bepalende rol in de achtste finale tegen Griekenland; in de strafschoppenreeks keerde hij de inzet van Theofanis Gekas, waardoor Costa Rica zich voor het eerst in zijn historie kwartfinalist kon noemen. Het daaropvolgende duel tegen Nederland (0–0, na strafschoppen 4–3 verlies) leverde hem na afloop de titel man van de wedstrijd op; in 120 minuten tijd bleek hij in staat vijftien doelpogingen van het Nederlands elftal te keren.

## Erelijst
Deportivo Saprissa
- CONCACAF Champions Cup: 2005
- Primera División de Costa Rica: 2005/06, 2006/07, 2007 Apertura, 2008 Clausura, 2008 Apertura, 2010 Clausura

 Real Madrid
- FIFA Club World Cup: 2014, 2016, 2017, 2018
- UEFA Champions League: 2015/16, 2016/17, 2017/18
- UEFA Super Cup: 2014, 2017
- Primera División: 2016/17
- Supercopa de España: 2017

 Paris Saint-Germain
- Ligue 1: 2019/20, 2021/22, 2023/24
- Coupe de France: 2019/20, 2020/21
- Coupe de la Ligue: 2019/20
- Trophée des Champions: 2020, 2022, 2023

Individueel
- CONCACAF Gold Cup Beste Doelman: 2009
- CONCACAF Gold Cup All-Tournament Team: 2009
- La Liga Speler van de Maand: maart 2014
- LFP Awards Beste Doelman: 2013/14
- UNFP Speler van de Maand: maart 2021
- CONCACAF Mannelijk Speler van de Maand: 2014, 2017
- FIFA FIFPro World XI Derde Elftal: 2018
- FIFA FIFPro World XI Vierde Elftal: 2015, 2016, 2017
- Trofeo EFE: 2016
- CONCACAF Doelman van het Jaar: 2016, 2017, 2018
- CONCACAF Best XI: 2016, 2017, 2018
- Facebook FA La Liga Best Goalkeeper: 2016
- UEFA Champions League Elftal van het Seizoen: 2017/18
- UEFA Champions League Doelman van het Seizoen: 2017/18
- Ibero-American Community Trophy: 2017
- IFFHS CONCACAF Beste Mannelijke Speler van het Decennium 2011–2020
- IFFHS CONCACAF Team van het Decennium 2011–2020